# Harrisburg City Islanders
Harrisburg City Islanders is een Amerikaanse voetbalclub uit Harrisburg, Pennsylvania. De club speelde in de USL Second Division, de Amerikaanse derde klasse. De club werd opgericht in 2004.